# Yuxisaurus
Yuxisaurus byl rod vývojově primitivního menšího ptakopánvého dinosaura z kladu Thyreophora. Druhové jméno je poctou americkému molekulárnímu biologovi Johnu Kopchickovi, který věnoval významný finanční obnos na výzkum a šíření vědy.

## Objev a popis
Neúplná kostra tohoto dinosaura byla objevena v sedimentech geologického souvrství Feng-ťia-che (Fenjiahe) na území čínské provincie Jün-nan. Stáří je raně jurské (věk sinemur až toark), což z tohoto dinosaura činí jednoho z nejstarších znmámých tyreoforů vůbec. Kromě částečně dochované kostry bylo objeveno také zhruba 120 fosilních osteodermů (kostních destiček). Typový druh Yuxisaurus kopchicki byl formálně popsán v listopadu roku 2021 (oficiálně pak v březnu 2022).

## Zařazení
Rod Yuxisaurus byl patrně sesterským taxonem k rodu Emausaurus nebo rodu Scelidosaurus a kladu Eurypoda.